# Waze
A Waze a Waze Mobile által kifejlesztett, ingyenes GPS navigációs mobiltelefon alkalmazás. A 4-es főverziótól kezdve kizárólag iOS és Android operációs rendszerű telefonokon működik. A Windows Mobile/Windows Phone verzió fejlesztését a cég 2014 júniusában befejezte. A BlackBerry az OS 10.3 verziótól kezdve elérhetővé tette az Android alkalmazásokat, az újabb készülékeken natív Android alkalmazásként futtatni képes azt.

## A Waze Mobile története
Évekkel ezelőtt Izraelben, a Tel Aviv-i Egyetem filozófia és informatika karán frissen végzett fiatalember kapott egy PDA-t. A rajta lévő navigációs szoftvert használva, tapasztalta, hogy nem igazán az elvárásainak megfelelően működik. Hiányolta a közlekedési információkat és a közösségi szerepet belőle. Körbenézett a piacon és megdöbbenve tapasztalta, hogy az addig forgalomban lévő navigációk igen elavultak, nem tükrözik a valós helyzeteket, hiányosak, ezáltal többségük nagyon pontatlan. Ezt a fiatalembert Ehud Shabtai-nak hívták, aki tapasztalt nyílt forráskódú programfejlesztő és megszállott közösségi szolgáltatás-használó volt.
Ehud elhatározta, hogy készít egy olyan navigációt, ami tartalmazza a közlekedési információkat, naprakész és a közösség erején alapul. El is készítette A Freemap nevű, nyílt forráskódú térképet 2006-ban, amit lelkesen fogadott a közösség és a vezetők Izraelben.
Két évvel később találkozott, Uri Levine-nel és Amir Sineár-ral, és együtt megalapították a Waze-t (korábbi nevén Linqmap Archiválva 2017. február 12-i dátummal a Wayback Machine-ben). Rohamos fejlődésnek indult a cég, majd 2013. június 11-én bejelentették, hogy a Waze Inc. a Google Inc. tulajdonába került 1 milliárd dollárért, ahol azóta önálló egységet alkotva működik tovább.

## Közösségi navigáció
A Waze abban különbözik a hagyományos GPS alapú navigációs szoftverektől, hogy közösségi alapon működik, vagyis a felhasználók által elért átlagsebességek valamint jelentéseik alapján tervezi az útvonalat a többiek számára. Magyarországon 2017-ben több százezer autós használta a Waze-t.
Közösségi elemek
- forgalmi információk (torlódások, jelentések)
- térképszerkesztés
- Waze felületek fordítása, hangutasítások

A szoftver segítségével a sofőrök jelenthetik az úton lévő baleseteket, dugókat, traffipaxokat, rendőri ellenőrzéseket, az alkalmazásban Helyeket (POI) is lehet rögzíteni, valamint frissíthetik az üzemanyagárakat a benzinkutakon. Automatikusan megjegyzi, hol parkolt le az autó, így egy nagyobb parkolóban, vagy ismeretlen helyen segít megkeresni azt.
A Waze szabadon letölthető és használható bárhol a világon. A valósidejű forgalmi információk feltétele, hogy a telefon folyamatos mobilnettel/adatkapcsolattal rendelkezzen. A térkép különlegessége, hogy azt a felhasználók szerkeszthetik mindenhol, amerre a Waze alkalmazás használata közben megfordultak. Így a térkép mindig pontos és friss, persze ez nagyban függ az adott ország felhasználóinak számától. A magyarországi térkép 99%-os készültségi állapotban van, ahol a 100% értelemszerűen soha nem érhető el, a térkép átlagosan 2-3 naponta frissül.
A magyar nyelvű hangnavigáción, valós idejű forgalmi helyzet mutatásán és egyéb, hely alapú üzeneteken túl, a szolgáltatás minőségének növelése érdekében a Waze gondoskodik a felhasználó pillanatnyi helyzetének és sebességének névtelen módon történő felhasználásáról az adatbázisának pontosítására. A közösségben rejlő tudás elvének az alkalmazása teszi lehetővé a Waze közösség számára azt is, hogy navigációs- vagy térképhibákat jelentsenek be az alkalmazáson keresztül.

## Pontok, játékelemek
A Waze "sütiket" és más, alkalomhoz köthető játékelemeket is felhasznál arra, hogy még érdekesebbé tegye az alkalmazást (gamification). A felhasználók áthajthatnak ezeken, az utakon elhelyezett muffin és egyéb, "jóságok"-nak nevezett ikonokon, ezáltal további pontokat gyűjthetnek. Pontokat szereznek a Waze használatával, a térképszerkesztéssel, helyek hozzáadásával, a forgalmi jelentésekkel és az üzemanyagár frissítésével is. A pontok segítségével a wazerek "szintet léphetnek", a Waze baby-től a Waze királyig vezet az út, eközben az alkalmazásban egyre több hangulat (wazer ikon a térképen) közül választhatnak.
A játékelemeknek a célja az, hogy még jobban bevonja a felhasználókat a közösségi térbe, motiválja őket, hogy  minél több hasznos információval lássák el a többi autóst.

## Waze Magyarország Csoport
A Waze Magyarország Csoport (WMCS) a magyarországi Waze térképszerkesztők közössége, a térképszerkesztők "kemény magja". Ők tartják a kapcsolatot a központtal, koordinálják és végzik a térkép folyamatos karbantartását, a Waze alkalmazás és weboldalak magyar nyelvre történő fordítását, részt vesznek az alkalmazás béta tesztelésében. Kapcsolatot tartanak a magyarországi wazerekkel a Facebook oldalukon és a saját honlapjukon Archiválva 2021. január 16-i dátummal a Wayback Machine-ben keresztül, valamint koordinálják a hivatalos Waze partneri együttműködéseket Magyarországon.

## Waze Carpool - utazásmegosztás
2015 júniusában elkezdődött a cég utazás-megosztó alkalmazásának, a RideWith-nek a tesztelése, amely 2015. októberben élesben is elindult Izraelben, majd nevet váltva 2016 nyarától az USA-ban Waze Carpool-ként érhető el. A megosztás lényege, hogy az egymás közelében lakó és dolgozó emberek egymásra találjanak, és az utazás megosztása révén olcsóbban és torlódásokat csökkentve jussanak el mindennap a munkahelyükre, természetesen a Waze alkalmazás egyidejű használata révén. A Carpool szolgáltatás bővülése 2017-ben az USA nagyobb városaiban és Brazíliában tervezett, Európában várhatóan 2017. végén, 2018. elején jelenik meg.

## Connected Citizens Program
A Waze a 2014 októberében a Connected Citizens Program keretében adatcsere programot indított világszerte. A program lényege, hogy az önkormányzatok, útkezelők előre bejelentik a Waze-nek a tervezett útlezárásokat, felújításokat, cserébe a Waze az ellátási területen átad bizonyos anonimizált forgalmi információkat, pl. balesetek, torlódások, forgalmi helyzet. Ezáltal az önkormányzatok rengeteg valósidejű információhoz jutnak, amelyeket felhasználhatnak szolgáltatásaikban, valamint a tervezések, elemzések során. Jelenleg Magyarországon 5 hivatalos Waze CCP partner van, a BKK, Magyar Közút, Debrecen, Székesfehérvár és az OKF (RSOE).

## Licenc
Bár a Waze szoftverét GNU General Public License v2 védi, ez nem terjed ki a térképadatokra. Ingyenes térképek nyílt tartalom licenc alatt léteztek már a Waze megjelenése előtt is, de Noam Bardin, a Waze elnök-vezérigazgatója úgy gondolta, hogy a Waze alapvetően különbözik más projektektől - mint például az OpenStreetMap -, és nem akart olyan licencet, ami akadályozhatná üzleti alapú szolgáltatások bevezetését.